# 3C 305
3C 305 é um quasar localizado na constelação de  Draco.